# Pydna

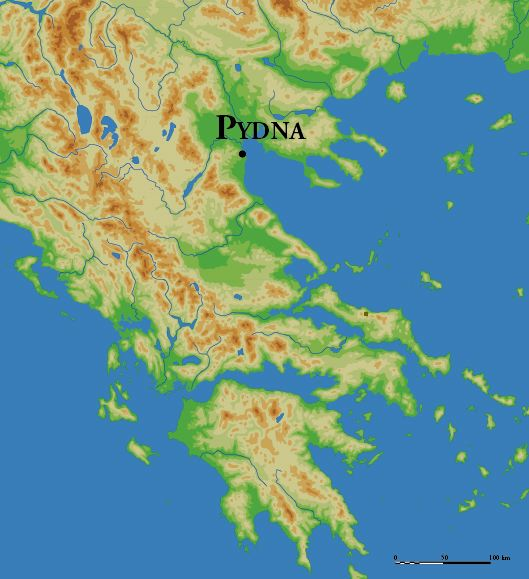
Pydnas geografiska läge.

Pydna (grekiska: Πύδνα, på äldre transkribering: Púdna), eller Pidna var en grekisk stad i det antika Makedonien och den viktigaste i Pieria. Det nuvarande Pydna är ett lantligt samhälle och kuststad i nordöstra delen av den grekiska prefekturen Pieria. Pydna ligger i ett bördigt område norrom Pieriaslätten. Kullar och berg dominerar i väster, medan stränder och den Thermiska viken finns i öster. Pydna är sammanlänkat med vägen GR-1/E75 genom avfarter i väster och i Kitros. Den gamla huvudvägen gick genom Pydna. Det ligger norr om Larissa, nordöst om Katerini, östsydöst om Veria och västsydväst om Thessaloniki.

## Närmaste platser
- Methone i norr
- Korinos i sydväst
- Katerini i sydväst

## Antikens Pydna
Pydna var underställt Makedonien redan under Alexander I:s tid (Thukydides I.131.1), men återfick senare sin självständighet. Det belägrades av atenarna 432 f.Kr. Pydna lades åter under makedoniskt styre 410 f.Kr. av Archelaios, som återuppbyggde staden tjugo stadier inåt land (Diodorus Siculus 13.14). Atenarna erövrade Pydna 364 f.Kr., men redan åtta år senare återerövrades det av Filip II av Makedonien, trots ett hemligt avtal, som sammanband det med Aten. Kassandros belägrade och erövrade Pydna 317 f.Kr. och lät avrätta drottningmodern Olympias, som hade tagit sin tillflykt dit.
Slaget vid Pydna (22 juni 168 f.Kr.), där den romerske generalen Aemilius Paulus besegrade kung Perseus av Makedonien, gjorde slut på Antigoniddynastins styre över Makedonien.
Platsen för staden är omdiskuterad, men kan, enligt epigrafiska bevis, som stämmer överens med den bysantinska traditionen, vara densamma som byn Kitros, snarare än Alonia.
Pydna är platsen för en makedonisk grav, upptäckt och utforskad av Léon Heuzey under dennes arkeologiska expedition 1867.

## Det nuvarande Pydna
Pydna är idag en stad nära den arkeologiska utgrävningsplatsen.

## Övrigt
Pydna har grundskolor, gymnasier, banker, ett postkontor, sportanläggningar, stränder i öster och traditioinella grekiska "Plateia" - stads- och bytorg.

## Befolkningsutveckling
| År   | Befolkning | Förändring | Samhällsbefolkning | Förändring |
| ---- | ---------- | ---------- | ------------------ | ---------- |
| 1981 | 1.882      | -          | -                  | -          |
| 1991 | 1.789      | -93        | 4.678              | -          |